# Minucia ochrea
Minucia ochrea är en fjärilsart som beskrevs av Kromb. Minucia ochrea ingår i släktet Minucia och familjen nattflyn. Inga underarter finns listade i Catalogue of Life.